# Championnat de France féminin de rugby à XV 2006-2007
Le championnat de France féminin de rugby à XV a opposé pour la saison 2006-2007 les huit meilleures équipes françaises féminines de rugby à XV.

## Palmarès 2007
Toutes les finales se sont déroulées à Grenoble, le 24 juin 2007

### Finale Élite
- Montpellier RC - Ovalie caennaise 10-3

C'est le premier titre Élite pour le club héraultais.
Demi-finales
- Ovalie caennaise - USAT XV Toulouges : 22-20
- Montpellier RC - Stade rennais rugby : 20-5

## Résultats Challenge Armelle-Auclair
- RC Lons - Pachys d'Herm : 13-11

### Finale Deuxième Division
- RC La Valette - Avenir Fonsorbes 29-5

### Finale Troisième Division
- Jacou - Nanterre : 16-5

## Formule
Pour la saison 2006-2007, les clubs français de rugby féminin sont répartis en trois divisions nationales, dont les deux premières se jouent à XV :
- La Première Division regroupe 22 équipes réparties en trois poules (2 de 81 une de sept) (Top 6).
- La Deuxième Division devait regrouper 23 clubs (une poule de 8, deux poules de 7), mais il n'y en aura que 19 en raison du forfait général de quatre clubs.
- La Troisième Division comporte deux championnats distincts, l’un à 7, l’autre à 12. C’est le second qui qualifie éventuellement quatre équipes pour la Deuxième Division.

(Sources principales : FFR, Midi Olympique)

## Première Division 2006-2007
Les 24 équipes sont réparties sur deux niveaux : une poule A ou « Top 8 » composée de huit
équipes et deux poules B (B1 et B2) composées de deux fois huit équipes, les rencontres se
disputent en matches « aller » et « retour ».
Composition du Top 8
Les 6 premières équipes de la poule 1 du dernier championnat + l’équipe classée première de la poule 2 + le vainqueur du Challenge Armelle Auclair.
Composition des Poules B
Les équipes classées de la 2e à la 8e place de l’ancienne poule 2 moins le vainqueur du Challenge Armelle Auclair + les équipes classées 7e et 8e de l’ancienne poule 1 + les 8 équipes qualifiées pour les 1/4 de finale de 2e division. À l’issue des matches de poule, les deux équipes classées 7e et 8e du Top 8 « descendent » en poules B.
Format
14 matches aller-retour. Les équipes classées de 1 à 4 du Top 8 sont qualifiées pour les 1/2 finales et finale.
À la fin du mois de septembre 2006, les joueuses du Bordeaux Etudiants Club (Top 8) ont quitté le club et se sont engagées avec le Stade bordelais (2e division) , entraînant le forfait du club. En octobre, le club de Bruges Blanquefort a aussi déclaré forfait. Le Top 8 devient ainsi le Top 6. Néanmoins, Bruges Blanquefort et le Stade bordelais sont autorisés à repartir en deuxième division (Poule 2, voir ci-dessous).

Poule 1 (1D-A ou Top 8)
- Ovalie caennaise
- Lille Métropole RC villeneuvois
- Montpellier RC
- Entente Sportive Nanterre
- Stade rennais rugby
- USAT XV Toulouges

- Bordeaux Etudiant Club : forfait
- ESP Bruges Blanquefort : forfait

### Challenge Armelle-Auclair
Depuis 2004, cette compétition met aux prises les équipes du deuxième niveau de la Première Division. Pour 2006-07, les équipes classées de 1 à 4 des poules B1 et B2 seront qualifiées pour les 1/4 de finale, 1/2 finales et finale.
Ce challenge tient son nom d'une joueuse française, licenciée à Saint-Orens, internationale à 9 reprises, décédée accidentellement à l'âge de 30 ans, en 2002.
| Poule 2 (1D-B1) | Poule 3 (1D-B2) |
| - AC Bobigny 93 Rugby - RC Chilly-Mazarin - Stade dijonnais - CSM Gennevilliers - Olympique Grande-Synthe - Ovalie Romagnatoise Clermont Auvergne - Rugby Sassenage Isère - RC Sélestat Giessen | - AS Bayonnaise Euskadi - AS Béziers Hérault - Pachys d'Herm - SC Leucate Lapalme Roquefort XV - RC Lons - USA Limoges - Saint-Orens rugby féminin - CA Salon-la-Tour |

## Deuxième Division 2006-2007
À l’issue de la phase de poule, les clubs classés 1er et 2e de chaque poule, ainsi que les deux meilleurs troisièmes sont qualifiés pour les quarts de finale. Les deux finalistes montent en Première Division, les deux derniers descendent en Troisième Division.

### Composition
Quatre clubs ont déclaré un forfait général peu avant la reprise du championnat : Castres et Saint-Yrieix en poule 2, Eymeux et Beaune en poule 3. Bruges Blanquefort et le Stade bordelais, forfaits en Première Division, sont autorisés à repartir dans la Poule 2 de la Deuxième Division. Toutefois, par une décision du 25 février 2005, la Fédération leur interdit de participer aux phases finales de fin de saison.
| Poule 1 | Poule 2 | Poule 3 |
| - ASUC Migennes - RC Massy Essonne - RC Plabennec - Stade rennais rugby 2 - Paris XV - Paris UC - RC Vincennes | - US Bergerac - Stade bordelais - ES Bruges-Blanquefort - Avenir Fonsorbes - US Lectoure - Stade Poitevin Rugby - SO Villelongue-de-Salanque - Saint-Yrieix SRC : forfait | - SO Chambéry - RC La Valette - UMS Montélimar - Rugby Nice CAUR - RC Pays du Gier - SAL Saint-Priest - CS Beaune: forfait - RC Eymeux : forfait |

## Composition

### Secteur Nord-Est
Poule 1
- Bobigny 2
- Grand-Couronne http://www.rugbyclubgrandcouronnais.com
- Evreux
- Dieppe
- Association Sportive Rouen Université
- Mantes
- Montigny
- St Denis/ Noisy

Poule 2
- XV Crépinois/Othis !!
- Marcoussis/Dourdan
- Mitry-Mory
- MLSPG
- Nanterre
- Sainte-Geneviève-des-Bois
- Soisy
- Troyes

Poule 3
- Nancy-Seichamps http://www.nancy-seichamps-rugby.org/
- Pont-à-Mousson http://www.rcpam.com
- Pontarlier
- Saint-Louis
- TYGRE (Thionville-Yutz) http://tygrerugby.fr ou http://tygre.over-blog.net
- Verdun
- Vittel

### Secteur Grand-Ouest
- Bourges
- Chinon
- Déols
- Saint-Pierre-des-Corps
- Orléans
- La Rochelle

### Secteur Sud-est
- Ampuis
- Bourg-en-Bresse
- Eymeux
- Le Creusot/Châlon
- Le Môle
- Entente provençale rugby féminin
- Val d’Ainan

- Voiron : forfait général.

### Secteur Grand Sud
- Beaumont-de-Lomagne
- Castres Rugby Féminin
- Fonsorbes (équipe 2)
- Gaillac
- Jacou
- RCML (Rugby Club Mende Lozère)
- RFHP (Rugby Féminin Hautes-Pyrénées)
- Saint-Orens (équipe 2)
- Saint-Jean-du-Falga
- TCMS (Toulouse Cheminot Marengo Sport ) http://tcmsrugbyfeminin.blogspirit.com/

### Secteur Sud-Ouest
Poule Nord
- Aurillac
- Neuvic http://usneuvic.free.fr
- Romagnat
- Salon-la-Tour (équipe 2)
- Ydes

Poule Sud
- Aire sur l’Adour
- Castelnau Martigas
- Entente des Deux Vallées
- Marmande
- Saint-Jean-de-Luz
- Salles
- Sbar
- Bruges Blanquefort (2) est forfait général